# Street Fight
Street Fight (deutsch Straßenkampf) ist ein US-amerikanischer Dokumentarfilm aus dem Jahr 2005 vom Filmemacher Marshall Curry über den 2002er Wahlkampf von Cory Booker gegen Sharpe James um das Amt des Bürgermeisters von Newark in New Jersey. Erstmals gezeigt wurde der Film auf dem Tribeca Film Festival 2005.
Die Dokumentation war bei den 78. Oscarverleihungen in der Kategorie Bester Dokumentarfilm nominiert.

## Handlung
Im Jahr 2002 strebt der junger Aktivist Cory Booker, demokratisches Ratsmitglied, das Amt des Bürgermeisters in Newark an. Sein Gegner ist Bürgermeister Sharpe James von den Republikanern, der seit 16 Jahren im Amt und entsprechend gut politisch aufgestellt ist. Die Dokumentation begleitet Booker und verschiedene Kampagnenmitglieder von den ersten Haustürgesprächen bis hin zum dramatischen Wahltag.
Im Filmverlauf werden Bookers Lebensbedingungen, Rasse, Ethnizität, Religion, Sexualität, politische Positionen und Stand in Newark hinterfragt. Zwischen 1998 und 2006 lebte Booker in Brick Towers, einem der heruntergekommensten Wohngebäuden in städtischer Hand. Als sich der Wahlkampf entwickelt, bekommt Booker prominente Unterstützung von Spike Lee, Cornel West und anderen afroamerikanischen Prominenten.
Die Dokumentation wirft ein Schlaglicht auf viele Probleme der Minderheiten in Newark und zeigt, wie die Stadtverwaltung diese in der Vergangenheit missachtet hat. Darüber hinaus zeigt der Film James’ Hinterfragen des Schwarzseins Bookers, dessen Hautfarbe heller ist als die von James selber (beide sind farbig), und die Implikation des Amtsinhabers, Booker sei nicht schwarz genug.
Dem Filmemacher Marshall Curry gelingt es, Angriffe seitens Sharpe James und städtischer Mitarbeiter wie der örtlichen Polizei auf Bookers Wahlkampf festzuhalten. Unter anderem wird gezeigt, wie versucht wird, Bookers Fundraising zu sabotieren, indem unterstützende Gewerbetreibende verwaltungstechnisch angegangen werden. Städtische Angestellte, die Booker unterstützen, werden herabgestuft. Wahlplakate und Unterstützungsschilder werden verbotenerweise zerstört. Zusammen entwickelt sich schließlich ein wahrer Straßenkampf, namensgebend für den Film. Einprägsam ist ein auf Kamera festgehaltener Polizeiangriff auf den Dokumentarfilmer, als dieser den Bürgermeister filmt. Dabei wird von der Polizei am helllichten Tag vor anderen Journalisten das Mikrofon der Kamera abgebrochen.

## Politischer Werdegang nach dem Film
Booker gelang es 2002 nicht, James vom Bürgermeisterthron zu stoßen. 2006 verzichtete dieser auf eine sechste Amtszeit und stellte sich nicht mehr zur Wahl, woraufhin Booker gegen Ronald Rice mit über 70 Prozent der Stimmen gewann. Am 1. Juli 2006 wurde Booker der 36. Bürgermeister von Newark.
Im Jahr 2013 verließ Booker das Bürgermeisteramt und wurde Senator für New Jersey.

## Rezeption
Street Fight wurde von der Kritik sehr positiv aufgenommen; auf der Kritiken zusammenfassenden Webseite Rotten Tomatoes wird der Dokumentarfilm mit 100 % frisch bewertet mit 22 von 22 positiven Kritiken.
Der Film wurde von David Denby von The New Yorker als außergewöhnlich (extraordinary) bezeichnet.
John Anderson schrieb in Variety, selbst wenn man den Wahlausgang kenne, sei Street Fight vor Spannung kaum auszuhalten. In LA Weekly vermerkte Scott Foundas, der Film sei klassisches aktivistisches Filmemachen erster Ordnung, ein Film mit der Macht, Herzen zu wenden, Meinungen zu ändern und, vielleicht, den Kurs einer Stadt zu korrigieren.

## Auszeichnungen und Nominationen

### Auszeichnungen
- Tribeca Film Festival: Publikumspreis[6]
- Hot Docs Film Festival: Publikumspreis[6]
- Hot Docs Film Festival: Bester Dokumentarfilm International[6]
- AFI/Silverdocs Film Festival: Publikumspreis[6]
- WatchDocs, Human Rights International Film Festival: Publikumspreis[6]
- Ashland Independent Film Festival: Bester Dokumentarfilm[6]
- Chicago Film Festival: Preis für Exzellenz im Fernsehen (Hugo in Gold)[6]
- International Documentary Association: Jacqueline-Donnet-Filmmaker-Preis[6]

### Nominationen
- Nomination für den Oscar als Bester Dokumentarfilm[1]
- Nomination für den Emmy Award in der Kategorie News and Documentary[6]
- Nomination der International Documentary Association in der Kategorie Herausragende dokumentarische Leistung[6]